# Catherine Hiegel
Pour les articles homonymes, voir Hiegel.
Catherine Hiegel, née le 10 décembre 1946 à Montreuil, est une actrice française. Anciennement professeure au Conservatoire national supérieur d'art dramatique, elle est sociétaire de la Comédie-Française à partir du 1er janvier 1976, doyenne le 27 mai 2008, avant de devenir sociétaire honoraire, le 1er janvier 2010.

## Biographie
Catherine Hiegel est la fille de Pierre Hiegel (1913-1980), animateur de radio, critique musical, producteur de radio et directeur artistique de maisons de disques français, et de Jacqueline Bellemare (1919-1995), sœur de Pierre Bellemare.
À dix ans, elle joue Cosette dans une adaptation radiophonique des Misérables, où son père interprète Jean Valjean. Elle a chanté avec André Claveau en 1956 Viens danser avec papa.
Sur les conseils de son père, elle arrête l'école pour apprendre la comédie,. Elle suit les cours de Raymond Girard et de Jacques Charon et commence sa carrière sur les planches du théâtre des Bouffes-Parisiens avec Fleur de cactus, aux côtés de Jean Poiret et Sophie Desmarets. Elle intègre le Conservatoire national supérieur d'art dramatique (promotion 1969) dans les classes de Jean Marchat puis de Lise Delamare, et assiste aussi aux cours de Jean-Laurent Cochet. Elle entre ensuite à la Comédie-Française en 1969. Elle y travaille avec des metteurs en scène aussi variés que Philippe Adrien, Patrice Chéreau, Dario Fo, Jorge Lavelli, Joël Jouanneau, Jacques Lassalle, Jean-Paul Roussillon, dans le répertoire classique comme contemporain.
Après avoir été pensionnaire pendant sept ans, elle est élue sociétaire de la Comédie-Française en 1976 et le reste pendant 33 ans. Elle devient Doyen de la troupe à la mort de Christine Fersen en 2008. Catherine Hiegel est également professeure au Conservatoire national supérieur d'art dramatique pendant treize ans. Le comité d'administration de la Comédie-Française décide sa mise en retraite en décembre 2009[réf. nécessaire] et la nomme sociétaire honoraire à compter du 1er janvier 2010, de façon à pouvoir continuer à y jouer.
Elle est la seule doyenne renvoyée de la Comédie Française depuis l'origine. Elle ne comptait pas que des amis dans la maison de Molière. Elle ruait bien souvent dans les brancards. On la disait une terreur. Un journaliste du Nouvel Obs a écrit : « C’est certainement son fort tempérament qui a joué contre elle », car elle reconnaît volontiers avoir « Un cœur froid ».
Lorsqu'on lui demande s'il est possible d'imaginer le monde sans théâtre pour toujours, sa réponse : « Je ne crois pas que le théâtre puisse mourir. Il n’y a qu’à regarder les enfants jouer, ils font du théâtre instinctivement. Même seul, un enfant s’invente une histoire et se la joue ».
Depuis son départ forcé de la Comédie-Française en 2010, elle, qui y a passé quarante ans et en fut la doyenne, se voit constamment sollicitée.
Après quarante ans passés à la Comédie-Française, elle interprète La Mère, la pièce de l'écrivain Florian Zeller en septembre 2010 au théâtre de Paris. À cette occasion, elle reçoit le Molière de la comédienne.
Elle a joué dans peu de films, mais le rôle qu'elle interprétait dans La vie est un long fleuve tranquille d'Étienne Chatiliez, sorti en 1988, l'a rendue célèbre.
En septembre 2020, à la Porte Saint-Martin, elle joue Avant la retraite, de Thomas Bernhard, avec André Marcon et Noémie Lvovsky, dans une mise en scène d’Alain Françon. Une pièce sur le nazisme, qu’elle dit d’utilité publique au moment où le racisme connaît une nouvelle flambée dans le monde.

### Vie privée
De sa relation avec l'acteur Richard Berry est née en 1976 une fille, Coline Berry.

## Théâtre

### Hors Comédie-Française

#### Comédienne
- 1965 : Fleur de cactus de Pierre Barillet et Jean-Pierre Gredy, mise en scène Jacques Charon, théâtre des Bouffes-Parisiens
- 1968 : Gugusse de Marcel Achard, mise en scène Michel Roux, théâtre de la Michodière
- 1968 : L'Amour propre de et mise en scène Marc Camoletti, théâtre Édouard-VII
- 1986 : Quai Ouest de Bernard-Marie Koltès, mise en scène Patrice Chéreau, Théâtre Nanterre-Amandiers, Monique, 24/04
- 1988 : Une visite inopportune de Copi, mise en scène Jorge Lavelli, Théâtre national de la Colline, l'infirmière, 16/02, Nouveau théâtre d'Angers
- 1989 : La Veillée de Lars Norén, mise en scène Jorge Lavelli, Théâtre national de la Colline, Charlotte, 18/02
- 1989 : Torquato Tasso de Goethe, mise en scène Bruno Bayen, Théâtre de l'Odéon, 21/11
- 1990 : Greek (à la Grecque) de Steven Berkoff, mise en scène Jorge Lavelli, Théâtre national de la Colline, 14/03
- 1992 : Greek (à la Grecque) de Steven Berkoff, mise en scène Jorge Lavelli, Théâtre national de la Colline, 9/05
- 1992 : Au salon des orchidées de Mona Thomas, direction artistique Catherine Hiegel, France Culture Festival d'Avignon Théâtre des Halles, 20/07
- 1996 : Arloc de Serge Kribus, mise en scène Jorge Lavelli, Théâtre national de la Colline, 18/05
- 1998 : Les Présidentes de Werner Schwab, mise en scène Marcela Salivarova-Bideau, Théâtre national de Chaillot
- 2001 : Anne-Marie de Philippe Minyana, Théâtre Ouvert
- 2005 : J'étais dans ma maison et j'attendais que la pluie vienne de Jean-Luc Lagarce, mise en scène Joël Jouanneau, Théâtre de la Cité internationale, 10/01
- 2006 : Objet perdu de Daniel Keene, mise en scène Didier Bezace, Théâtre de la Commune, 3/05
- 2010 : La Mère de Florian Zeller, mise en scène Marcial Di Fonzo Bo, Petit Théâtre de Paris, 24/09
- 2011 : De beaux lendemains de Russell Banks, mise en scène Emmanuel Meirieu, Théâtre des Bouffes-du-Nord, 7/06
- 2011 : Tout doit disparaître d'Éric Pessan, mise en espace Frédéric Maragnani, Festival d'Avignon
- 2011 : Le Babil des classes dangereuses de Valère Novarina, lecture dirigée par Denis Podalydès, Odéon-Théâtre de l'Europe
- 2012 : Moi je crois pas ! de Jean-Claude Grumberg, mise en scène Charles Tordjman, Théâtre du Rond-Point
- 2012 : Le Fils, de Jon Fosse, mise en scène Jacques Lassalle, Théâtre de la Madeleine
- 2013 : Whistling psyche de Sebastian Barry, mise en scène Julie Brochen, Théâtre Gérard-Philipe
- 2013 : Le prix des boîtes de Frédéric Pommier, mise en scène Jorge Lavelli, Théâtre de l'Athénée
- 2013 : Dramuscules de Thomas Bernhard, mise en scène Catherine Hiegel, Théâtre de Poche-Montparnasse
- 2014 : Anna et Martha de Dea Loher, mise en scène Robert Cantarella, Théâtre national de Nice, Théâtre 71 (Malakoff)
- 2014 : Une femme de Philippe Minyana, mise en scène Marcial Di Fonzo Bo, Théâtre des Treize Vents, Théâtre de la Colline
- 2014 : La mère de Florian Zeller, mise en scène Marcial Di Fonzo Bo, Théâtre Hébertot
- 2015 : Le Retour au désert de Bernard-Marie Koltès, mise en scène Arnaud Meunier, Théâtre de la Ville, tournée scènes nationales
- 2017 : Votre maman de Jean-Claude Grumberg, mise en scène de Charles Tordjman, Théâtre de l'Atelier, tournée
- 2017 : Un air de famille de Jean-Pierre Bacri et Agnès Jaoui, mise en scène Agnès Jaoui, Théâtre de la Porte-Saint-Martin
- 2017 : La Nostalgie des blattes de Pierre Notte, mise en scène de l'auteur, théâtre du Rond-Point
- 2018 : La Nostalgie des blattes de Pierre Notte, mise en scène de l'auteur, théâtre du Petit Saint-Martin
- 2019 : Le Lien de François Bégaudeau, mise en scène Panchika Velez, théâtre Montparnasse
- 2019 : Trois femmes de Catherine Anne, mise en scène de l'auteur, théâtre Lucernaire
- 2020 : Avant la retraite de Thomas Bernhard, mise en scène Alain Françon, Théâtre de la Porte-Saint-Martin
- 2021 : Les règles du savoir vivre dans la société moderne de Jean-Luc Lagarce, mise en scène Marcial Di Fonzo Bo, Festival d'Anjou
- 2022 : Music-hall de Jean-Luc Lagarce, mise en scène Marcial Di Fonzo Bo, Théâtre du Petit-Saint-Martin
- 2022 : Les règles du savoir vivre dans la société moderne de Jean-Luc Lagarce, mise en scène Marcial Di Fonzo Bo,Théâtre du Petit-Saint-Martin
- 2023 : Les Gratitudes  adapté du livre de Delphine de Vigan et mise en scène de Fabien Gorgeart,Centquatre-Paris

#### Metteur en scène
- 2011 : Je danse comme Jésus Christ sur le vaste océan d'après Alfred de Musset, Conservatoire national supérieur d'art dramatique, Paris
- 2011 : Le Bourgeois gentilhomme Comédie-Ballet de Molière et Jean-Baptiste Lully, CADO, 2012 : théâtre de la Porte-Saint-Martin, Paris
- 2013 : Dramuscules de Thomas Bernhard, théâtre de Poche-Montparnasse, Paris
- 2016 : Les Femmes savantes de Molière, théâtre de la Porte Saint-Martin, Paris
- 2018 : Le Jeu de l'amour et du hasard de Marivaux, théâtre de la Porte Saint-Martin, Paris
- 2024 : La Serva Amorosa de Carlo Goldoni, Théâtre de la Porte-Saint-Martin, Paris

### Comédie-Française
- Entrée à la Comédie-Française le 1er février 1969
- 458e Sociétaire le 1er janvier 1976
- Doyen le 27 mai 2008
- Sociétaire honoraire le 1er janvier 2010

### Comédienne

#### 1969-1979
- 1969 : Le Dépit amoureux de Molière, mise en scène Robert Manuel
- 1969 : Le Jeu de l'amour et du hasard de Marivaux, mise en scène Maurice Escande
- 1969 : Le Malade imaginaire de Molière, mise en scène Robert Manuel
- 1969 : Les Italiens à Paris de Charles Charras et André Gille d'après Évariste Gherardi, mise en scène Jean Le Poulain, Colombine
- 1970 : Dom Juan de Molière, mise en scène Antoine Bourseiller, Mathurine, tournée États-Unis, Canada, Londres
- 1970 : George Dandin de Molière, mise en scène Jean-Paul Roussillon, Angélique, 28/9
- 1971 : Dom Juan de Molière, mise en scène Antoine Bourseiller, Mathurine, 6/1
- 1971 : L'Impromptu de Versailles de Molière, mise en scène Pierre Dux, Mlle du Croisy, 22/01
- 1971 : L'Avare de Molière, mise en scène Jean-Paul Roussillon, Mariane, 27/02
- 1971 : Le Malade imaginaire de Molière, mise en scène Jean-Laurent Cochet, Angélique, 27/10
- 1971 : Dom Juan de Molière, mise en scène Antoine Bourseiller
- 1971 : Les Femmes savantes de Molière, mise en scène Jean Meyer
- 1972 : Le Ouallou de Jacques Audiberti, mise en scène André Reybaz, Magda, 21/01
- 1972 : Le Malade imaginaire de Molière, mise en scène Jean-Laurent Cochet, Angélique, tournée en Italie, 30/05
- 1972 : Cœur à deux de Guy Foissy, mise en scène Jean-Pierre Miquel, Elle, tournée en Italie, 30/05
- 1972 : Cyrano de Bergerac d'Edmond Rostand, mise en scène Jacques Charon, la soubrette & Sœur Claire, 8/07
- 1972 : George Dandin de Molière, mise en scène Jean-Paul Roussillon, théâtre de Saint-Gilles, Angélique, 1/09
- 1972: Cœur à deux de Guy Foissy, mise en scène Jean-Pierre Miquel, théâtre de Saint-Gilles, Elle, 1/09
- 1972 : Le Malade imaginaire de Molière, mise en scène Jean-Laurent Cochet, tournée en France, Angélique, 8/10
- 1972 : Cœur à deux de Guy Foissy, mise en scène Jean-Pierre Miquel, tournée en France, Elle, 11/10
- 1972 : La Troupe du Roy, d'après Molière, mise en scène Paul-Émile Deiber, 15/12
- 1972 : Les Fausses Confidences de Marivaux, mise en scène Jean Piat
- 1972 : Le Dindon de Georges Feydeau, mise en scène Jean Meyer
- 1972 : L'Avare de Molière, mise en scène Jean-Paul Roussillon
- 1972 : Électre de Jean Giraudoux
- 1973 : Amphitryon de Molière, mise en scène Jean Meyer, Cléanthis, 4/01
- 1973 : Le Malade imaginaire de Molière, mise en scène Jean-Laurent Cochet, Angélique, 11/01
- 1973 : Chez les Titch de Louis Calaferte mise en scène Jean-Pierre Miquel, Petit Odéon, Titchie, 17/01
- 1973 : Le Malade imaginaire de Molière, mise en scène Jean-Laurent Cochet, Angélique, tournée en URSS, 28/02
- 1973 : Les Femmes savantes de Molière, mise en scène Jean Piat, Martine, 15/03
- 1973 : L'Impromptu de Versailles de Molière, mise en scène Pierre Dux, Mlle Molière, 16/03
- 1973 : Le Malade imaginaire de Molière, mise en scène Jean-Laurent Cochet, Angélique, Aldwych Theatre Londres, 16/04
- 1973 : George Dandin de Molière, mise en scène Jean-Paul Roussillon, Angélique, 24/6
- 1973 : Chez les Titch de Louis Calaferte mise en scène Jean-Pierre Miquel, Petit Odéon, Titchie, 19/09
- 1973 : Port-Royal de Henry de Montherlant, mise en scène Jean Meyer, Sœur Marie-Françoise, 21/09
- 1973 : L'Île des esclaves de Marivaux, mise en scène Simon Eine, théâtre des Champs-Élysées, Cléanthis, 17/10
- 1973 : Les Précieuses ridicules de Molière, mise en scène Jean-Louis Thamin
- 1973: L'Impromptu de Versailles de Molière, mise en scène Pierre Dux
- 1974 : Péricles de William Shakespeare, mise en scène Terry Hands, la fille d'Antiochus, une dame, 21/01
- 1974 : Ondine de Jean Giraudoux, mise en scène Raymond Rouleau, Grete, une ondine, 18/03
- 1974 : Henri IV de Luigi Pirandello, mise en scène Raymond Rouleau
- 1974 : Le Ouallou de Jacques Audiberti, mise en scène André Reybaz
- 1975 : Cinna de Corneille, mise en scène Simon Eine, Petit Odéon, Emilie, 2/04
- 1976 : Hommage à Jean Cocteau, conception André Fraigneau, 5/01
- 1976 : Maître Puntila et son valet Matti de Bertolt Brecht, mise en scène Guy Rétoré, Théâtre Marigny, la femme du Pasteur, 8/03
- 1976 : Cyrano de Bergerac de Edmond Rostand, mise en scène Jean-Paul Roussillon, la soubrette & Sœur Claire, 22/09
- 1976 : Le roi se meurt d'Eugène Ionesco, mise en scène Jorge Lavelli, théâtre national de l'Odéon, Juliette, 23/11
- 1977 : Les Fourberies de Scapin de Molière, mise en scène Jacques Échantillon, Hyacinthe, 2/04
- 1977 : La Navette d'Henry Becque, mise en scène Simon Eine, Antonia, 4/06
- 1977 : Les Acteurs de bonne foi de Marivaux, mise en scène Jean-Luc Boutté
- 1978 : La Trilogie de la villégiature de Carlo Goldoni, mise en scène Giorgio Strehler, théâtre national de l'Odéon, 16/12
- 1979 : Les Trois Sœurs de Anton Tchekhov, mise en scène Jean-Paul Roussillon, Théâtre national de l'Odéon, Natacha, 15/02
- 1979 : La Trilogie de la villégiature de Carlo Goldoni, mise en scène Giorgio Strehler, théâtre national de l'Odéon, 18/09
- 1979 : La Tour de Babel de Fernando Arrabal, mise en scène Jorge Lavelli, théâtre national de l'Odéon, Merada Ruiz, 18/12

#### 1980-1989
- 1980 : Créanciers d'August Strindberg, mise en scène Jacques Baillon, Tekla, 22/01
- 1980 : Le roi se meurt d'Eugène Ionesco, mise en scène Jorge Lavelli, Théâtre national de l'Odéon, Juliette, 23/09
- 1980 : Simul et singulis Soirée littéraire consacrée au Tricentenaire de la Comédie-Française, mise en scène Jacques Destoop, 11/10
- 1981 : La locandiera de Carlo Goldoni, mise en scène Jacques Lassalle, Mirandoline, 4/04
- 1981 : Les Corbeaux d'Henry Becque, mise en scène Jean-Pierre Vincent
- 1981 : La Dame de chez Maxim de Georges Feydeau, mise en scène Jean-Paul Roussillon, Madame Claux, 12/12
- 1982 : Intermezzo de Jean Giraudoux, mise en scène Jacques Sereys
- 1983 : Les Estivants de Maxime Gorki, mise en scène Jacques Lassalle
- 1983 : La Locandiera de Carlo Goldoni, mise en scène Jacques Lassalle
- 1983 : La Folle de Chaillot de Jean Giraudoux, mise en scène Michel Fagadau
- 1984 : Sarcasme d'Yves Laplace, mise en scène Hervé Loichemol, Petit Odéon, 13/03
- 1985 : L'Impresario de Smyrne de Carlo Goldoni, mise en scène Jean-Luc Boutté
- 1986 : Le Bourgeois gentilhomme de Molière, mise en scène Jean-Luc Boutté
- 1989 : Michelet ou le Don des larmes d'après Jules Michelet, mise en scène Simone Benmussa, Petit Odéon, l'Histoire, 19/09

#### 1990-1999
- 1990 : Le Médecin malgré lui de Molière, mise en scène Dario Fo, 9/06
- 1991 : Père d'August Strindberg, mise en scène Patrice Kerbrat, Salle Richelieu, Laura, 23/03
- 1992 : La serva amorosa de Carlo Goldoni, mise en scène Jacques Lassalle, Salle Richelieu, Coraline, 5/12
- 1993 : Le Faiseur d'Honoré de Balzac, mise en scène Jean-Paul Roussillon, Salle Richelieu, Virginie, 3/04
- 1994 : Maman revient pauvre orphelin de Jean-Claude Grumberg, mise en scène Philippe Adrien, Théâtre du Vieux-Colombier, Sœur Anne-Marie des Anges du Calvaire, une infirmière militaire, Marjorie, Marylou, la mère méchante, la mère âgée, Catherine, 15/11
- 1995 : Le Shaga de Marguerite Duras, mise en scène Christian Rist, Théâtre du Vieux-Colombier, 14/03
- 1997 : Les Bonnes de Jean Genet, mise en scène Philippe Adrien, CDDB-Théâtre de Lorient, Solange, 19/03
- 1997 : Les Reines de Normand Chaurette, mise en scène Joël Jouanneau, Théâtre du Vieux-Colombier, 6/05
- 1998 : Mère Courage et ses enfants de Bertolt Brecht, mise en scène Jorge Lavelli, Salle Richelieu, Mère Courage, 24/10
- 1998 : Le Petit Maroc de Daniel Besnehard, mise en scène Georges Werler, Studio-Théâtre, Florence, 6/04
- 1999 : La Concession Pilgrim de Pablo Bergel et Yves Ravey, mise en scène Joël Jouanneau, Studio-Théâtre, Klima, 19/11
- 1999 : Le Chant de la baleine d'Yves Lebeau, mise en scène Jacques Rosner, Théâtre du Vieux-Colombier, 28/09

#### 2000-2009
- 2000 : La Concession Pilgrim de Pablo Bergel et Yves Ravey, mise en scène Joël Jouanneau, Théâtre Les Ateliers Lyon, Klima, 18/01
- 2001 : Le Malade imaginaire de Molière, mise en scène Claude Stratz
- 2002 : Les Papiers d'Aspern de Jean Pavans d'après Henry James, mise en scène Jacques Lassalle, Théâtre Vidy-Lausanne, Tita Bordereau, janvier
- 2002 : Le Théâtre de... Bertrand Tavernier, lecture-spectacle à plusieurs voix dans le cadre des Samedis du Vieux-Colombier
- 2002 : Savannah bay de Marguerite Duras, mise en scène Eric Vigner, la jeune femme, 14/09
- 2003 : Les Papiers d'Aspern de Jean Pavans d'après Henry James, mise en scène Jacques Lassalle, Théâtre du Vieux-Colombier, Tita Bordereau, 15/01
- 2003 : Savannah bay de Marguerite Duras, mise en scène Eric Vigner, tournée en France, la jeune femme, 4/04
- 2003 : Homebody/Kabul de Tony Kushner, mise en scène Jorge Lavelli, Théâtre du Vieux-Colombier, la femme, 17/09
- 2004 : Savannah bay de Marguerite Duras, mise en scène Eric Vigner, tournée en France, la jeune femme, 22/01
- 2004 : Les Papiers d'Aspern de Jean Pavans d'après Henry James, mise en scène Jacques Lassalle, Théâtre du Vieux-Colombier, Tita Bordereau, 18/05
- 2005 : Embrasser les ombres de Lars Norén, mise en scène Joël Jouanneau, Théâtre du Vieux-Colombier, Carlotta, 16/03
- 2005 : Tartuffe de Molière, mise en scène Marcel Bozonnet, Dorine
- 2006 : Le Malade imaginaire de Molière, mise en scène Claude Stratz, Salle Richelieu, Toinette
- 2006 : La Maison des morts de Philippe Minyana, mise en scène Robert Cantarella, Théâtre du Vieux-Colombier, la femme à la natte
- 2007 : Il Campiello de Carlo Goldoni, mise en scène Jacques Lassalle, Salle Richelieu, Donna Pasqua La Finaude
- 2007 : Le Retour au désert de Bernard-Marie Koltès, mise en scène Muriel Mayette, Salle Richelieu, Marthe
- 2007 : Une confrérie de farceurs de Bernard Faivre, mise en scène François Chattot, Jean-Louis Hourdin, Palais des ducs de Bourgogne, la commère, la mère, 22/06
- 2007 : Une confrérie de farceurs de Bernard Faivre, mise en scène François Chattot, Jean-Louis Hourdin, Théâtre du Vieux-Colombier, la commère, la mère, 19/09
- 2007 : Les Précieuses ridicules de Molière, mise en scène Dan Jemmett, Théâtre du Vieux-Colombier, Magdelon, 14/11
- 2008 : Bonheur ? d'Emmanuel Darley, mise en scène Andrés Lima, Théâtre du Vieux-Colombier, 26/03
- 2008 : Les Métamorphoses La Petite dans la forêt profonde de Philippe Minyana, d’après Ovide, mise en scène Marcial Di Fonzo Bo, Théâtre de Gennevilliers, 14/05
- 2008 : Les Métamorphoses La Petite dans la forêt profonde de Philippe Minyana, d’après Ovide, mise en scène Marcial Di Fonzo Bo, Studio-Théâtre, 19/09
- 2009 : Il Campiello de Carlo Goldoni, mise en scène Jacques Lassalle, salle Richelieu, Donna Pasqua La Finaude, 12/06
- 2009 : Les Précieuses ridicules de Molière, mise en scène Dan Jemmett, théâtre du Vieux-Colombier, Magdelon, 27/05
- 2009 : Les Joyeuses Commères de Windsor de William Shakespeare, mise en scène Andrés Lima, salle Richelieu, Madame Pétule, 5/12
- 2010 : Mystère bouffe et fabulages de Dario Fo, mise en scène Muriel Mayette, Salle Richelieu, 13/02
- 2010 : Les Oiseaux d'Aristophane, mise en scène Alfredo Arias, Salle Richelieu, Camarade Constance, 10/04

### Metteur en scène
- 1975 : Le Misanthrope de Molière, mise en scène avec Jean-Luc Boutté
- 1987 : Les Femmes savantes de Molière, Comédie-Française au théâtre de la Porte-Saint-Martin
- 1994 : Purgatoire de Philippe Minyana
- 1996 : La Demoiselle de la poste d'Ewa Pokas
- 1998 : L'Âge d'or de Georges Feydeau
- 1999 : La Bataille de Vienne de Peter Turrini
- 1999 : George Dandin de Molière
- 2000 : Le Retour d'Harold Pinter
- 2009 : L'Avare de Molière

## Filmographie

### Cinéma
- 1971 : Ça n'arrive qu'aux autres de Nadine Trintignant
- 1986 : L'État de grâce de Jacques Rouffio : Sylvie
- 1987 : Noyade interdite de Pierre Granier-Deferre : Dr Chauveau
- 1987 : Les Keufs de Josiane Balasko : Dany
- 1987 : La vie est un long fleuve tranquille d'Étienne Chatiliez : Josette
- 1988 : La Petite Amie de Luc Béraud : Odile
- 1991 : Ma vie est un enfer de Josiane Balasko : Lilith
- 1992 : Méchant garçon de Charles Gassot : la mère de Ronald
- 1993 : Tout le monde n'a pas eu la chance d'avoir des parents communistes de Jean-Jacques Zilbermann : Régine
- 1994 : Le Mangeur de lune de Dai Sijie : Mathilde
- 1994 : Gazon maudit de Josiane Balasko : Dany
- 1995 : La Servante aimante de Jean Douchet : Coraline
- 1997 : Fred de Pierre Jolivet : Madame Mandor
- 1997 : L'Autre Côté de la mer de Dominique Cabrera : Maria
- 1998 : Hygiène de l'assassin de François Ruggieri : Catherine
- 1998 : L'homme est une femme comme les autres de Jean-Jacques Zilbermann : la mère de Rosalie
- 2000 : Les Après-midi de Laura de Paolo Trotta (court-métrage)
- 2003 : Les Côtelettes de Bertrand Blier : la Mort
- 2005 : La vie est à nous ! de Gérard Krawczyk : Lucie Chevrier
- 2007 : Michou d'Auber de Thomas Gilou : la directrice de l'orphelinat
- 2008 : Cliente de Josiane Balasko : Maggy, la mère de Fanny
- 2008 : Secret défense de Philippe Haïm : la mère de Pierre
- 2009 : La Folle Histoire d'amour de Simon Eskenazy de Jean-Jacques Zilbermann : Arlette
- 2011 : Un baiser papillon de Karine Silla-Pérez : la mère de Marie
- 2012 : Adieu Berthe de Bruno Podalydès : Suzanne
- 2013 : Violette de Martin Provost : Berthe Dehous
- 2016 : Jamais contente d'Emilie Deleuze : Agathe
- 2019 : 2 ou 3 choses de Marie Jabobson d'Anne Azoulay (court-métrage)
- 2022 : Les Engagés d'Émilie Frèche : Anne
- 2022 : La Grande Magie de Noémie Lvovsky : La mère de Charles

### Télévision
- 1966 : Le Théâtre de la jeunesse : L'Homme qui a perdu son ombre d'Adelbert von Chamisso, réalisation Marcel Cravenne : Fanny
- 1968 : Le Bourgeois gentilhomme de Molière, réalisé par Pierre Badel : Nicole
- 1970 : Au théâtre ce soir : Aux quatre coins de Jean Marsan, mise en scène Jean-Pierre Darras, réalisation Pierre Sabbagh : Catherine
- 1972 : Les Précieuses ridicules de Molière, réalisé par Jean-Marie Coldefy : Cathos
- 1973 : Georges Dandin de Molière, réalisé par Jean Dewever : Angélique
- 1974 : Chez les Titch de Jacques Audoir (téléfilm) : Titchie
- 1974 : La Confession d'un enfant du siècle de Claude Santelli (téléfilm) : Mme Daniel
- 1975 : Ondine de Jean Giraudoux, réalisé par Raymond Rouleau : Grete et une ondine
- 1978 : Le roi se meurt d'Eugène Ionesco, réalisé par Yves-André Hubert : Juliette
- 1979 : Les Acteurs de bonne foi de Marivaux, réalisé par François Chatel : Lisette
- 1980 : La Folle de Chaillot de Jean Giraudoux, réalisé par Georges Paumier : Irma
- 1980 : Les Trois Sœurs d'Anton Tchekhov, réalisé par Jean-Marie Coldefy : Natacha
- 1980 : Une page d'amour d'Élie Chouraqui (téléfilm) : Pauline
- 1981 : Créanciers d'August Strindberg, réalisé par Jean-Marie Coldefy : Tekla
- 1981: La Locandiera de Carlo Goldoni, réalisé par Yves-André Hubert : Mirandoline
- 1993 : Le Bal de Jean-Louis Benoît: la cousine Isabelle
- 1994 : La Corruptrice de Bernard Stora (téléfilm) : Marcelle
- 1994 : Ferbac, épisode Ferbac et le festin de miséricorde de Christian Faure (série) : Mme Girard
- 1996 : Jeunesse sans dieu de Catherine Corsini (téléfilm)
- 1996 : Julie Lescaut, saison 5, épisode 5 Le Secret des origines de Josée Dayan (série) : Jeanne
- 1996 : Mylène de Claire Devers (téléfilm) ! Marianne
- 2002 : Le Malade imaginaire de Molière, réalisé par Laurent Heynemann : Toinette
- 2014 : Le Sang de la vigne, saison 4 épisode 2 Coup de tonnerre dans les Corbières de Régis Musset (série) : Janny Verniaud
- 2015 : Neuf jours en hiver d'Alain Tasma (téléfilm) : Mado
- 2015 : Malaterra de Jean-Xavier de Lestrade et Laurent Herbiet (mini série) : Rose Olivesi
- 2021 : Le Grand Restaurant : Réouverture après travaux de Romuald Boulanger
- 2024 : Capitaine Marleau, épisode Le Secret d'Alba de Josée Dayan : Alba de Bernac

## Distinctions

### Récompenses
- Prix du Syndicat de la critique 1989 : meilleure comédienne pour La Veillée
- Prix du Syndicat de la critique 2005 : meilleure comédienne pour J'étais dans ma maison et j'attendais que la pluie vienne
- Molières 2007 : Molière de la comédienne dans un second rôle pour Le Retour au désert
- Molières 2011 : Molière de la comédienne pour La Mère
- Prix du Brigadier 2016 pour sa mise en scène des Femmes savantes
- Prix du Syndicat de la critique 2023 : meilleure comédienne pour Music-hall et Les Règles du savoir-vivre dans la société moderne[8]

### Nominations
- Molières 1989 : Molière de la comédienne pour La Veillée
- Molières 1993 : Molière de la comédienne pour La serva amorosa
- Molières 2006 : Molière de la comédienne pour Embrasser les ombres
- Molières 2016 : Molière de la comédienne dans un spectacle de théâtre public pour Le Retour au désert
- Molières 2018 : Molière de la comédienne dans un spectacle de théâtre public pour La Nostalgie des blattes
- Molières 2022 : Molière de la comédienne dans un spectacle de théâtre privé pour Avant la retraite
- Molières 2023 : Molière de la comédienne dans un spectacle de théâtre public pour Music Hall